# Pentace chartacea
Pentace chartacea är en malvaväxtart som beskrevs av André Joseph Guillaume Henri Kostermans. Pentace chartacea ingår i släktet Pentace och familjen malvaväxter. Inga underarter finns listade i Catalogue of Life.